# Библейские имена
Библейские имена собственные и некоторые другие названия — предмет изучения библейской ономастики (устар. ономатологии), отрасли библеистики, изучающей упоминаемые в Библии собственные имена персоналий, теофорные имена, а также названия городов и местностей. В нижеприведённый алфавитный список включены имена: привычные для еврейского читателя Ветхого Завета — согласно ЕЭБЕ, привычные для русского читателя Синодального перевода — согласно БЭАН; а также свойственный библейским именам символический смысл. На 15 000 библейских лиц приходится 2 800 собственных имён.

## Библейские личные имена
В библейские времена наречение имени нередко находилось в связи с особыми обстоятельствами, сопровождавшими рождение младенца; так обстояло дело с именами первых родившихся людей (Быт. 4 и др.), а в Быт. 30 рассказывается каким образом получили свои имена некоторые из сыновей патриарха Иакова (Якова). В древнейший период наречение имени следовало непосредственно за рождением младенца, позже, однако, мальчики стали получать имя при обряде обрезания (ср. Лук. 1:59, 2:21). До вавилонского плена дети, даже в царской семье, не назывались по именам своих родственников: ни один из царей Иудеи, числом двадцать один, не получил имени своих предшественников, и ни один из них не носил имя Давида, основателя династии. Однако сын Ионатана и незаконнорожденный сын Саула назывались одинаково Мефибошет (2Цар. 21:7; 1Пар. 8), Мемфивосфей (Мемфибошет) в славянской Библии, — «муж Баала» или «спорящий Баала». Вместо имён предков, ребёнку давалось имя, в состав которого входил элемент имени родителя: например, сыновья Ахитуба назывались Ахией и Ахимелехом. Три представителя семьи Саула носили имена, в состав которых входит слово baal (изменённое в boscheth). Позднее стали прибавлять имя отца: Атниель бен-Кеназ, Эгуд бен-Гера и тому подобные имена.
Некоторые имена могли находиться в тесной связи со временем рождения ребенка, как например, «перворождённый». Особенности младенца также могли влиять на наречение его тем или иным именем; примерами служат имена Лабан («белый»), Эдом («красный»), Гидеон («хромой») и др. Указание на чисто умственные качества имеются в именах Иова («враждебный») и Барак («блестящий»). Отвлечённые названия, вроде Маноах («отдых») и Михал («сила»), могли применяться к лицам как женского, так и мужского пола. Джекобс, Джозеф приводит 84 имени, принадлежащих 120 лицам и имеющих известное отношение к животным и растениям: Рахиль обозначает старую овцу; Ореб («ворон») и Зеев («волк») были князьями мидианитян; Калеб («собака») — основатель главного иудейского клана; встречаются имена Ахбор («мышь») и Шафан («кролик»); Иона значит «голубь»; Циппора — «птица»; Дебора — «пчела»; евр. имя Эсфири, Гадасса, означает мирт.
Характерной чертою библейской ономастики (ономатологии) служит частое появление сложных имён, иногда представляющих целые фразы, как имена сына Исаии «Шеар-яшуб» («остаток вернётся») или «Хефци-ба» («моя радость в ней»). Сложные имена включали названия Божества «יהוה», или Эль. Имя Бога принимало форму либо Ио — יה, или Иего — יהו (в начале слова), либо Ия, יה, или Иагу, יהו (в конце его); так, например, Ионатан то же, что Эльнатан («Господь дал»), а Иоезер («Господь помощь») то же, что Элиезер («Бог мой помощь»). Некоторые имена, преимущественно древние, соединялись с именем Бога «Шаддай», напр., Амишаддай («Шаддай мой друг») или Цури Шада («Шада моя скала», то есть защита). В состав некоторых имён входили слова ach («брат») и amm («дядя»). Некоторые простые имена первоначально были составными: Натан представляет сокращённое Эльнатан («Господь дал»), Шафат — Иегошафат («Бог судил»). Уменьшительное «on» в конце имени дало: Эфрон («серна»), Нахшон («змея») и Самсон («солнышко»). Библейские имена с окончанием на «а» (особенно в книгах Ездры и Неемии) — арамейского происхождения. Имя Мордехай произошло от названия вавилонского бога Мардука, Бельтшаццар (Валтасар, Дан. 10:1), Шенаццар (1Пар. 3:18) и Шешбаццар (Езд. 1:8) стоят в тесной связи с другими божествами вавилонского пантеона. В иудео-эллинский период возник обычай давать внуку имя деда. В конце периода — благодаря влиянию чужих языков — установился обычай давать каждому лицу по два имени (напр. Симон Пётр, Иоанн Марк, Фома Дидим, Ирод Агриппа и Саломея Александра). Случалось, что талмудисты изменяли библейские имена: Ханина заменило Хананию, Абуя — Абию; иногда замечалось сокращение библейского имени: Лазарь вместо Элеазар). Неофиты при переходе в еврейство сохраняли свои прежние языческие имена (Аквила, Монобаз, Елена). Было редкостью употреблять одно и то же имя одновременно представителями обоих полов; в библейский период подобное явление наблюдалось относительно имён Абигаил, Абия, Аталия, Хушан, Эфа, Миха, Нахаш, Шеломит и Цибия.

## Алфавитный список
Библейские имена собственные, начинающиеся с:
А | Б | В | Г | Д |  Е | З | И | К | Л | М | Н | О | П | Р | С | Т | У | Ф | Х | Ц | Ч и Ш | Э | Ю | Я

## Труды ономатологов
XIX век
- Яцкевич Ф. И., Благовещенский П. Я. Библейско-биографический словарь, или Жизнеописания всех лиц, упоминаемых в Священных книгах Ветхого и Нового Заветов… — СПб., 1849; тт. 1—4. (переиздан в 2001)[6]
- Солярский П. Ф. Опыт библейского словаря собственных имен, тт. 1—5. — СПб. : типолитогр. Цедербаума и Гольденблюма, 1879—1887.
- Малицкий М. Собственные имена у древних евреев и их религиозно-историческое значение («Христианское чтение» 1882—1883; СПб.: Тип. Ф. Елеонского и К°, 1883. — 155 с.)[7]
- Погорельский М. В.[8] Еврейские имена собственные. Часть историческая. Имена библейские, Нового Завета и талмудические. — СПб., изд. Восход; 1893. — 135 с.[9]

на иностранных языках
- Шуссловиц, Иуда-Лейб[10]. «Ozar ha-Schemot» (конкорданция собственных имён в Библии; Вильна, 1878) (на иностранном языке)
- Орвилл Дж. Нейв[англ.], «Тематическая Библия Нейва[англ.]» (14-летний труд; 1897; (англ.))

XX век
- Лебедев В. Ф.. Библейские собственные имена в их религиозно-историческом значении : Ист.-апологет. исслед. — Пт.: Синод. тип., 1916. — 308 с.[11]

на иностранных языках
- Odelain O., Seguineau R. Dictionnaire des noms propres de la Bible. — P.: Cerf-Desclée De Brouwer, 1978. — 536 с. (фр.)

XXI век
- Грановская Л. М. Словарь имён и крылатых выражений из Библии. — Москва: АСТ, Астрель, 2010. — 383 с.[12]

### Другая литература по теме
- Большой библейский словарь. Под редакцией Уолтера Элуэлла и Филипа Камфорта (перевод с англ. Рыбакова О. А.). — Санкт-Петербург: Издательство «Библия для всех», 2005, 1522 стр., ISBN 5-7454-0931-2[13], переиздан в 2018 г.[14] доступный текст первых 757 стр[15]
- Новый Библейский словарь. Часть 1. Библейские персонажи А-Я (перевод с англ. Ю. Аржанова, А. Баева и др.). — Санкт-Петербург: Издательство «Март», 1999, 440 стр., ISBN 5-88869-068-6[16][17]
- Словарь библейских образов. Под ред. Лиланда Райкена, Джеймса Уилхойта, Тремпера Лонгмана (перевод с англ. Б. А. Скороходова). — Санкт-Петербург: Издательство «Библия для всех», 2005, 1423 стр., ISBN 5-7454-0945-2[18][19]